# 行動論主義
行動論主義（こうどうろんしゅぎ、英：behavioralism）は、第二次世界大戦後のアメリカ政治学学会に興った、自然科学をモデルに価値中立的で実証主義的、計量的な方法論で人間の政治行動を研究する立場。
政治過程論の確立に貢献した。行動科学の一種とみなされることもある。